# スーパーロボット大戦W
『スーパーロボット大戦W』（スーパーロボットたいせんダブリュー）は、2007年3月1日にバンプレストから発売されたニンテンドーDS用ゲームソフト。
キャッチコピーは、「記録しろ、宇宙を揺るがす二つの物語を!!」「DSでスパロボに熱くなれ!」。

## 概要
SDで表現されたロボットたちが競演するクロスオーバー作品「スーパーロボット大戦シリーズ」の一つ。ニンテンドーDSでリリースされた同シリーズの1作目にあたる。本作でスーパーロボット大戦シリーズ通算40作目を数えた。タイトルの『W』は、ニンテンドーDSの2画面液晶（ダブルスクリーン〈ディスプレイ〉）と、シナリオが2部構成になっていることから命名されている。全55話/64ステージ。
基本的なシステムはゲームボーイアドバンス版のそれを受け継いでいるが、2画面液晶やタッチパネルといったハードの持つ機能を活かした演出・機能も盛り込まれている。BGMや効果音もゲームボーイアドバンス版からの流用ではなく、ほぼ完全新規のものとなった。
最大の特徴として、シナリオが中盤である程度の時間経過を経る2部構成となっており、かつ参戦作品も続編や姉妹作の同時参戦が多いことが挙げられる（ゲーム内では必ずしも原作どおりの時系列ではない）。また、これまでの作品は登場作品の異なるキャラクター達の関係が比較的希薄であったものが、今作では様々な方向性からの因縁付けなどで深いレベルでのクロスオーバーが計られ、ゲーム内独自の人間関係を繋ぐことで目新しい世界観を構築している。また、モチーフやテーマ以外にも親和性の高い設定箇所においては、作品の方向性を問わず頻繁にクロスオーバーを行っている。
本作では、戦闘シーンのユニット撃破時専用グラフィックが以前までの作品に比べて多く用意されている。中には武器のほとんどに撃破時専用グラフィックがついているユニットもある。

## 参戦作品

### 一覧
★マークはシリーズ初参戦作品。☆マークは携帯機初参戦作品。
- フルメタル・パニック
- フルメタル・パニック? ふもっふ
- ★フルメタル・パニック! The Second Raid
- ☆勇者王ガオガイガー
- ☆勇者王ガオガイガーFINAL
- 機動戦艦ナデシコ
- 劇場版 機動戦艦ナデシコ -The prince of darkness-
- 新機動戦記ガンダムW Endless Waltz
- 機動戦士ガンダムSEED
- ★機動戦士ガンダムSEED ASTRAY
- ★機動戦士ガンダムSEED X ASTRAY
- 宇宙の騎士テッカマンブレード
- ★宇宙の騎士テッカマンブレードII
- ★デトネイター・オーガン
- マジンカイザー
- マジンカイザー 死闘! 暗黒大将軍
- ゲッターロボG
- 真・ゲッターロボ（原作漫画版）
- ★百獣王ゴライオン

### 解説
全19作品。シリーズ初参戦は『機動戦士ガンダムSEED ASTRAY』、『機動戦士ガンダムSEED X ASTRAY』、『宇宙の騎士テッカマンブレードII』、『デトネイター・オーガン』、『百獣王ゴライオン』、『フルメタル・パニック! The Second Raid』。携帯機シリーズ初参戦は『勇者王ガオガイガー』、『勇者王ガオガイガーFINAL』。
参戦作品の欄にはないが『勇者王ガオガイガーFINAL』には『勇者王ガオガイガーFINAL GRAND GLORIOUS GATHERING』の一部BGMや設定、また『機動戦士ガンダムSEED ASTRAY』には漫画『機動戦士ガンダムSEED ASTRAY R』の登場人物や機動兵器も含まれている。
『機動戦艦ナデシコ』に登場したダイゴウジ・ガイは『劇場版 機動戦艦ナデシコ』には登場しないが、本作の第2部用に劇場版の絵柄を意識した顔グラフィックが新規に描き下ろされている。
『ゲッターロボG』は味方主要キャラクターのみの登場で、機体や敵組織（百鬼帝国）などは登場しない。また、真・ゲッターロボは『真・ゲッターロボ(原作漫画版)』からの出典となっているが、デザインは『真ゲッターロボ 世界最後の日』を踏襲したものとなっている。
本作のフルメタル・パニック！は主に『スーパーロボット大戦J』からの流用となっており、『フルメタル・パニック!The second raid』は初参戦ながら同作のキャラクターデザイン、及びメカニックデザインは採用されておらず、一部の初登場キャラクター、メカのみ同作のデザインでの参戦となっている。そのため『フルメタル・パニック!The second raid』版ARX-7アーバレストはパッケージのみの登場となっており、同作のデザインが反映されたARX-7アーバレストはゲーム中には登場しない。

### パッケージ登場機体
- マジンカイザー（マジンカイザー、マジンカイザー 死闘! 暗黒大将軍）
- ゴライオン（百獣王ゴライオン）
- ガンダムアストレイ レッドフレーム（機動戦士ガンダムSEED ASTRAY）
- オーガン（デトネイター・オーガン）
- ガオガイガー（勇者王ガオガイガー）
- ブラスターテッカマンブレード（宇宙の騎士テッカマンブレード）
- ARX-7 アーバレスト（フルメタル・パニック! The second raid）
- ブラックサレナ（劇場版 機動戦艦ナデシコ -The prince of darkness-）

## システム
ここでは、本作特有のシステムや新規追加・変更されたシステムについて解説する。シリーズ共通のシステムについてはスーパーロボット大戦シリーズのシステムを参照。
支援要請
出撃選択で選択しなかったユニットに「援護攻撃」や「援護防御」を要請する技能。1ステージに「支援要請Lv」分の回数だけ使うことができる。ただし、支援を受けるユニットがいる地形に、支援するユニットが適応している必要がある。また、通常の援護攻撃同様、支援する側が攻撃対象まで届く武器を持っていなければならない。なお、その際の距離計算は支援を受けるユニットのいるマスを基点とする（そのため通常の隣接援護に比べて1マス射程がズレる）。従来の援護システムとは異なり味方ユニットと隣接していなくても使用できるのが特徴。支援したユニットのHP・EN・弾数は、そのマップ中は回復しない。
マルチコンボ
従来の「コンボ」と『スーパーロボット大戦MX』の「ダブルアタック」を組み合わせたシステム。「コンボLv」分の数の敵を同時に攻撃できる点はコンボと同じだが、『スーパーロボット大戦D』（以下『D』）や『スーパーロボット大戦J』（以下『J』）と異なり、敵が一直線に並んでいる必要はない（一体のみを選択することも可能）。ただし、2体目以降の敵は自動的に「防御」を行うため、ダメージは少なくなる。
敵も頻繁に使用してくる。マルチコンボ攻撃には援護防御が行えないため、密集隊形を組む戦術では、危険度が増す。
スキルパーツシステム
『D』より採用されたシステム。本作では仕様が変更されて任意付け外しアイテムではなく消費アイテムとなり、使用することでパイロットに特殊技能を付加する形になった（効果はクリア後も残る）。
パイロット養成システム
『D』や『J』に採用されているものと同様。レベルアップによるボーナスポイントでパイロットパラメータを上昇させられる。
交代システム
『J』の「再出撃システム」と同等。出撃しているユニットとまだ出撃していないユニットを交代出来るが、一度交代したユニットを再度出撃させることは不可能。支援要請による援護にも使えない。
なお、母艦として機能する戦艦の内、エターナルのみ交代を行えない。
搭載システム
本作に登場する母艦は移動前には何度でも、移動直後には一度だけ隣接するユニットを搭載できる。さらに搭載されたユニットが未行動の場合は行動終了にならない。
これを利用して「ユニットを迅速に前線へ送る」「行動済みのユニットを搭載・交代してさらに攻撃を加える」などの戦術をとることができる。
ショップ
『D』、『J』に引き続き、インターミッション内で強化パーツの売却ができる。また2周目以降は、強化パーツとMSおよびASの購入が可能。
ユニットや強化パーツの購入システムは『スーパーロボット大戦α外伝』のバザー以来の導入となる。
BGM変更
『J』と同様。今回はイベントに使用される一部の劇中曲も戦闘曲に指定可能。
ダブルスロット仕様
GBA版のスーパーロボット大戦（非売品だったファミコンミニ版『第2次スーパーロボット大戦』も含む）をニンテンドーDSに挿入して本作を起動し、インターミッション画面に行くと、1周に付き1回のみ特殊な強化パーツと高額な資金を得ることができる。GBAスロットが存在しないニンテンドーDSi、ニンテンドーDSi LL、ニンテンドー3DSでは使用不可。
周回引き継ぎ
今回も周回引き継ぎが用意されている。引き継がれる内容は改造段階とパイロット養成値・習得させたスキルだけで、フル改造ボーナス・お気に入り・撃墜数は初期化される（フル改造ボーナスは再度設定が可能）。資金はクリア時に持っている強化パーツ・スキルパーツをすべて売却した額が追加される。
2周目では一部に1周目と展開の異なるルートが用意されており、3周目以降は任意のルートをプレイできるようになる。さらに、2周目以降は前述のようにショップで強化パーツと一部ユニットを購入することが可能になる。4周目以降は全ユニットの最大改造段階が20段階になり、すべての作品が自動的に「お気に入り」状態（効果は資金・経験値共に一律1.5倍）になる。さらにクリア回数に応じて、スタート時に行う敵の改造度指定の上限が上昇（クリア回数×3段階分、最大20段階）していく。
お気に入りシステム
『スーパーロボット大戦MX』や『J』に採用されていたシステムで、登場作品のうち3つまでお気に入りとして選択できる。選択した作品のユニットは獲得資金・経験値に補正がかかり最大改造段階も上がる。
本作では第1部では登場しない（またはスポット参加のみ）作品がある関係上、第2部開始時に改めてお気に入り作品を選び直すことになる。第1部でお気に入り指定にして通常の限界以上に改造したユニットから、第2部で初登場するユニットに改造が引き継がれる場合、通常の（お気に入り指定していない）改造限界までしか引き継がれない。

## オリジナルキャラクター
『J』までシリーズのオリジナル人物、機体はほぼ「バンプレストオリジナル」の名義で登場していたが、今作では「オリジナル」とのみ表記されている。
本作の主人公およびその乗機は従来の複数選択式ではなく固定となっている。また『スーパーロボット大戦ORIGINAL GENERATION』シリーズ以外で初めて、オリジナルの旗艦ユニットが登場となった。主人公であるカズマ・アーディガンとその家族らで構成されるトレイラー（運び屋）一家・ヴァルストークファミリーを中心に物語は展開される。
なお、主人公の名前および名字、姓名の順序は変更可能だが、漢字の名字で姓名を日本語並びにすると、主人公以外の名字も変わる。

### ヴァルストークファミリー
カズマ・アーディガン
アーディガン家の長男で16歳。本作の主人公でヴァルホークのメインパイロット。
ミヒロ・アーディガン
アーディガン家の三女で10歳。ヴァルホークのサブパイロットとして管制システムを担当する。
ブレスフィールド・アーディガン
ヴァルストークファミリーの代表にしてアーディガン家家長の45歳。「タカの目」の通り名で知られる伝説のスペースマンで、往年の活躍を知る向きからは「ブレス」という愛称で呼ばれている。ヴァルストークでは艦長を務める。
シホミ・アーディガン
アーディガン家の長女で22歳。ヴァルストークではオペレーターを務める。
アカネ・アーディガン
アーディガン家の次女で20歳。ヴァルストークでは砲撃手で、ファミリーのムードメーカー。
ホリス・ホライアン
ヴァルストークの操舵手の青年で24歳。ヴァルストークファミリーの中では唯一血縁関係者ではないが、ブレスに憧れてファミリーに参加した模様。そのプロフィールは謎に包まれている。

### ザ・データベース
アリア・アドヴァンス
ヴァルストークファミリーの危機に現れた謎の機動兵器を駆る少女。カズマと密接な関係があるとされるが彼女は明かそうとせず、当人は何かと互いに衝突している。

### メカニック
ヴァルホーク
二人乗りの機動兵器。飛行形態（エアフォースモード）と人型形態（クロスコンバットモード）に変形が可能。メインパイロットはカズマで、サブパイロットはミヒロが務める。
ヴァルストーク
ヴァルストークファミリーの家であり商売道具でもある武装輸送艦。最低でも数十年以上前から存在するにもかかわらず連合軍の最新鋭戦艦を凌駕する性能を持つなど謎の多い艦である。
アルムアルクス
アリア専用の紅い人型機動兵器。デザインフォルムは大きく異なるがヴァルホーク・ヴァルストークと同一と思われる技術が扱われており、基本性能はヴァルホークを上回る。

## スタッフ
エグゼクティブ・プロデューサー
灘俊宏
鈴木克寛
プロデューサー
寺田貴信
宇田歩
じっぱひとからげ
菊池博
ディレクター
赤羽仁
オリジナルメカニカルデザイン
柳瀬敬之
大輪充
國島宣弘
露木篤史
田村紀夫
オリジナルキャラクターデザイン
糸井美帆
歌津義明
シナリオ
邦仲人
神奈柴太
千住京太郎
カットイン原画協力
大張正己
作曲
末村謙之輔
青木紀
サウンド製作
有限会社スタジオ ピージェー

## プロモーション

### テレビCM
第1弾CMは、ゲーム映像を編集したもので2007年1月24日からオンエアされた。2007年2月14日からは第1弾CMの改訂版が流れる。
第2弾CMは、スパロボイメージガールに選ばれた中川翔子が本作をプレイし、それに対し『勇者王ガオガイガー』の獅子王凱役の檜山修之がナレーションで感想を訊くものになっている（「中川翔子!」と叫ぶバージョンと、「しょこたん!」と叫ぶものの二種類がある。また、別バージョンとして檜山のナレーションだけのもの存在）。2007年2月23日からオンエアされた。

### プロモーションソング
「Wのテーマ〜億千光年の彼方へ〜」
作詞：しまざきなおと・花輪幸弥 / 作曲：平沢厚士 / ボーカル：H.T.EXISTENZ
店頭用プロモーションビデオ・テレビCM（檜山ナレーション編のみ）で使用された。ボーカル担当の“H.T.EXISTENZ”は、バンプレストのスタッフである。

### ディスプレイコンテスト
ゲームショップの店頭ディスプレイを表彰するディスプレイコンテストが行われた。

### 購入特典
予約特典は、DSカードケース型ストラップ。

## 関連商品

### 攻略本
- スーパーロボット大戦W プレイヤーズバイブル ISBN 9784757734548
- スーパーロボット大戦W パーフェクトバイブル ISBN 9784757735378
- スーパーロボット大戦W 完全解析ファイル ISBN 9784575164640
- スーパーロボット大戦W ザ・コンプリートガイド ISBN 9784840238755
- スーパーロボット大戦W パーフェクトガイド ISBN 9784797341386

### コミック
スーパーロボット大戦W コミックアンソロジー 鋼鉄の記憶
2007年7月10日初版、光文社、火の玉ゲームコミックシリーズ。ISBN 9784334806668
複数作家による二次創作短編漫画。
スーパーロボット大戦W 4コマKINGS
2007年7月15日初版、一迅社、DNAメディアコミックス。ISBN 9784758003957
複数作家による二次創作4コマ漫画。
スーパーロボット大戦W 4コマ戦線
2007年6月17日初版、双葉社、アクションコミックス。ISBN 9784575940893
複数作家による二次創作4コマ漫画。